# ماريو غيجنا
ماريو غيجنا (بالإيطالية: Mario Gigena)‏ مواليد 5 مارس 1977، هو لاعب كرة سلة إيطالي معتزل. بدأ مسيرته الاحترافية في سنة 1995. اعتزل اللعب في 2015.

## المسيرة الاحترافية
لعب مع دون بوسكو ليفورنو في الدوري الإيطالي من سنة 1995 إلى 1999، ثم لعب مع أورورا باسكت ييزي في موسم 1999–2000، ثم لعب مع بالاكانسترو فاريزي في الدوري الإيطالي في سنة 2000، ثم لعب مع أورورا باسكت ييزي من سنة 2000 إلى 2003، ثم لعب مع أولمبيا ميلانو في الدوري الإيطالي من سنة 2003 إلى 2007، ثم لعب مع سباستياني باسكت رييتي من سنة 2007 إلى 2009، ثم لعب مع فيرولي في موسم 2009–2010، ثم لعب مع فابريانو باسكت في موسم 2011–2012.

## روابط خارجية
- ماريو غيجنا على موقع الاتحاد الدولي لكرة السلة (الإنجليزية)
- ماريو غيجنا على موقع كرة السلة الأوروبية.كوم (الإنجليزية)
- ماريو غيجنا على موقع ريلجم (الإنجليزية)
- ماريو غيجنا على موقع بروبوليرز (الإنجليزية)
- ماريو غيجنا على موقع سبورتس رفرنس (الإنجليزية)